# Víchová nad Jizerou
Víchová nad Jizerou là một làng thuộc huyện Semily, vùng Liberecký, Cộng hòa Séc.